# Chestnut Hill (Massachusetts)
|  | Dieser Artikel wurde aufgrund von inhaltlichen Mängeln auf der Qualitätssicherungsseite des Projektes USA eingetragen. Hilf mit, die Qualität dieses Artikels auf ein akzeptables Niveau zu bringen, und beteilige dich an der Diskussion! Eine nähere Beschreibung der zu behebenden Mängel fehlt. |

Chestnut Hill ist ein wohlhabender Vorort (Village) sechs Meilen (10 km) westlich der Innenstadt von Boston im Bundesstaat Massachusetts in den Vereinigten Staaten. Wie alle Vorstädte in Massachusetts wurde Chestnut Hill nicht eingemeindet. Es besteht aus Teilen von drei separaten Gemeinden, die alle in verschiedenen Counties liegen: Brookline in Norfolk County, Boston in Suffolk County und Newton in Middlesex County. Die Grenzen von Chestnut Hill werden grob durch die Postleitzahl-Region Chestnut Hill, MA 02467 definiert. Namensgebend ist weniger eine topografischen Gegebenheit als vielmehr eine Ansammlung von kleineren Hügeln, die das 546.000 Quadratmeter umfassende Chestnut Hill Reservoir überragen. Chestnut Hill ist am meisten bekannt als Standort des Boston College und als Teil der Strecke des Boston Marathon.

## Geschichte

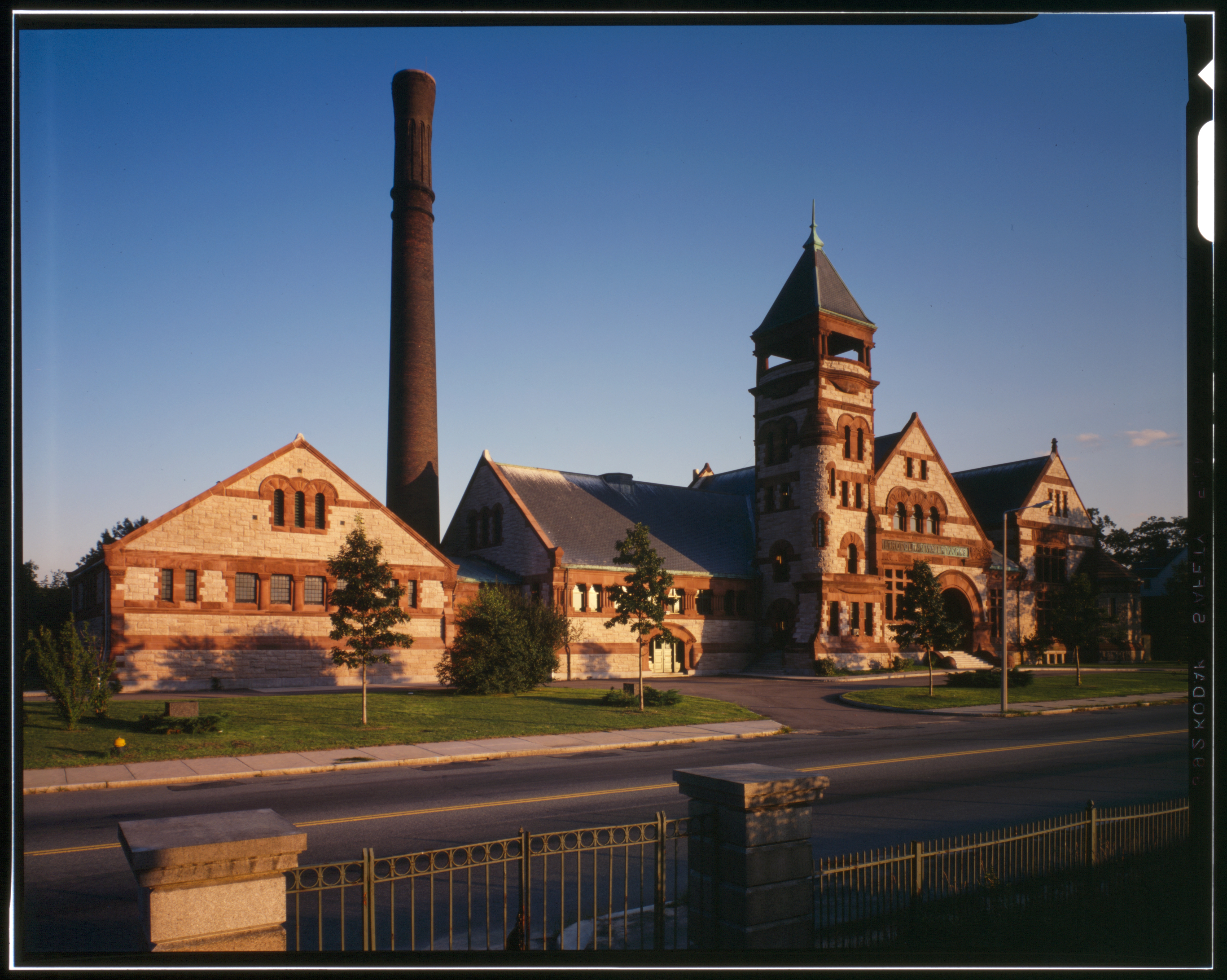
Hochleistungspumpstation Chestnut Hill. Die Station im romanischen Stil dieser Zeit wurde vom Stadtarchitekten Arthur H. Vinal (1854–1923) entworfen und 1887 fertiggestellt

Der Damm des Waban Hill Reservoirs wurde Ende des 19. Jahrhunderts gebaut, um einen hohen Betriebsdruck und eine Wasserspeicherung für die Stadt Boston und benachbarte Gemeinden bereitzustellen. Das Reservoir wurde mit Wasser gefüllt, das durch eine in einem Pumpenhaus befindliche Wasserversorgungsleitung gepumpt wurde.
Das Gebiet um den Stausee wurde 1870 von dem Landschaftsarchitekten Frederick Law Olmsted, dem Designer des Central Park in New York City, erschlossen.
Teile von Chestnut Hill wurden 1986 aufgrund der Bedeutung seiner Landschaft und Architektur im National Register of Historic Places als historische Viertel ausgewiesen. Beispiele für koloniale, italienische und viktorianische Architekturstile sind in den Landgütern und Herrenhäusern des Dorfes gegeben. Der Campus des Boston College ist  ein frühes Beispiel für die Architektur der Collegiate Gothic.

## Persönlichkeiten
Söhne und Töchter der Stadt
- Alice Hathaway Lee Roosevelt (1861–1884), die erste Ehefrau von Theodore Roosevelt und Mutter von Alice Roosevelt Longworth
- Leverett Saltonstall (1892–1979), Gouverneur von Massachusetts von 1939 bis 1945 und Senator von 1945 bis 1967

Mit Chestnut Hill verbunden
- Mary Baker Eddy (1821–1910), Gründerin der Christian Science Church in Newton, starb in Chestnut Hill
- Reginald Fessenden (1866–1932), Erfinder und Rundfunkpionier, lebte und besaß ein heute denkmalgeschütztes Haus in Chestnut Hill
- Louis K. Liggett (1875–1946), Unternehmer, besaß ein Anwesen in Chestnut Hill
- Robert K. Kraft (* 1941), Unternehmer und Eigentümer der New England Patriots, unterhält einen Wohnsitz in Chestnut Hill
- Terry Francona (* 1959), Sportfunktionär, wohnt in Chestnut Hill
- Theo Epstein (* 1973), Sportfunktionär, wohnt in Chestnut Hill